# 港澳信義會明道小學
港澳信義會明道小學（英語：Hong Kong And Macau Lutheran Church Ming Tao Primary School），是香港西貢區將軍澳一間津貼小學，位於調景嶺彩明苑，在1992年成立，並在2001年遷入現址。

## 歷史
此校前身為港澳信義會小學的下午校，較該校的上午校遲一年成立。
為響應政府推行小學轉全日制政策，原校於1999年成功申請現時的校舍，並將下午校分拆為此校；而上午校則於坑口原址，同樣以全日制方式辦學。
按照原來的施工時間表，此校現時的校舍於2001年4月落成，但最後延誤4個月才交付，並在一個月後遷入。

## 校舍
此校為一所早期型小學千禧校舍，連同毗鄰的彩耀閣及寶覺中學，均由金門建築承建，於1999年11月展開上蓋工程，2001年3月完工。
校舍建築面積為約12,000平方米，比前校的第一代靈活式校舍大40%，樓高8層，設有30個課室、各種特別室及禮堂等設施。
按照原來的規劃，明道、寶覺兩校均採用1998年版第二代靈活式校舍。由於彩明苑於1998年10月以後才動工，政府於一年後要求房委會將兩校改為千禧校舍設計。

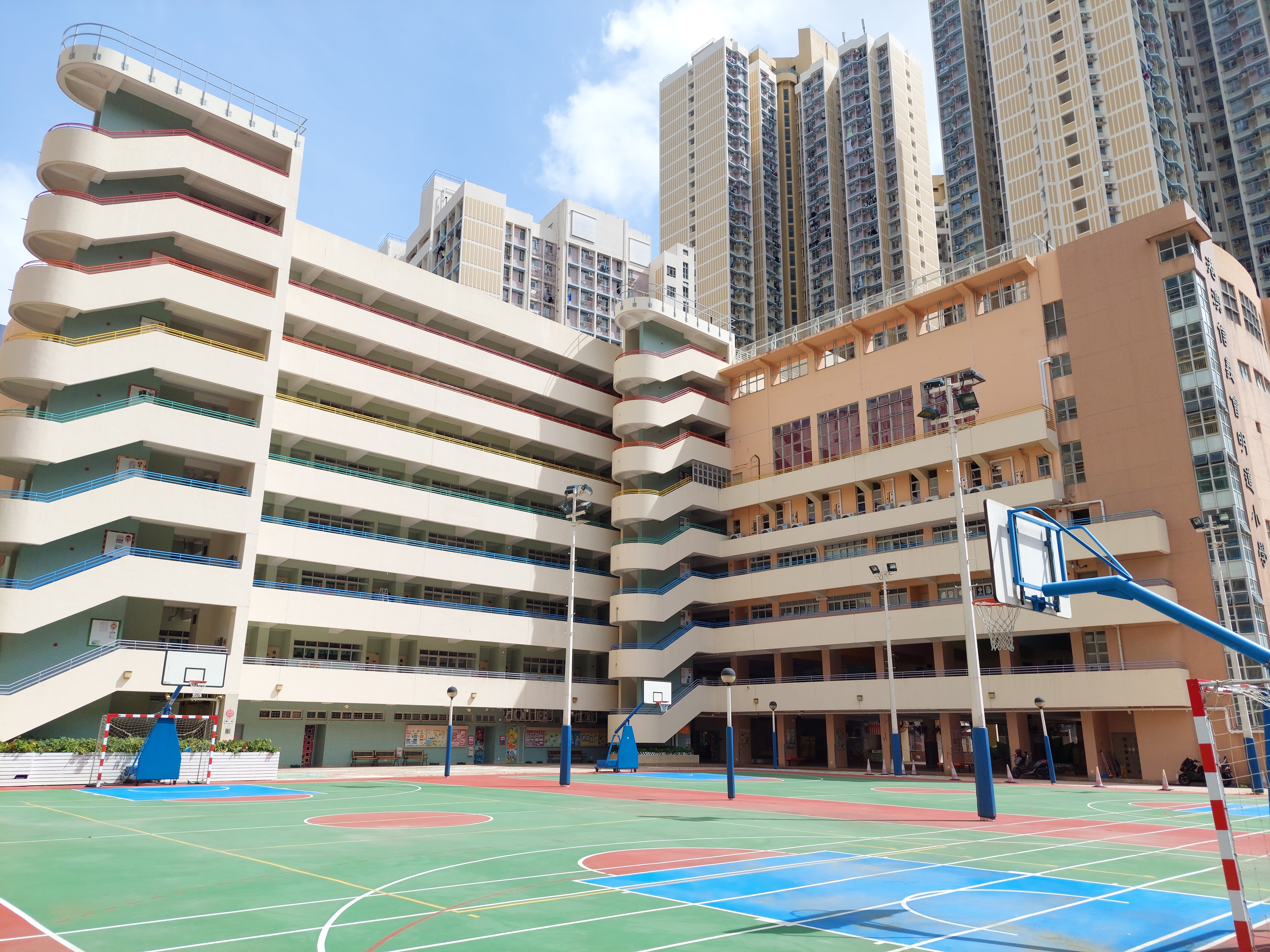
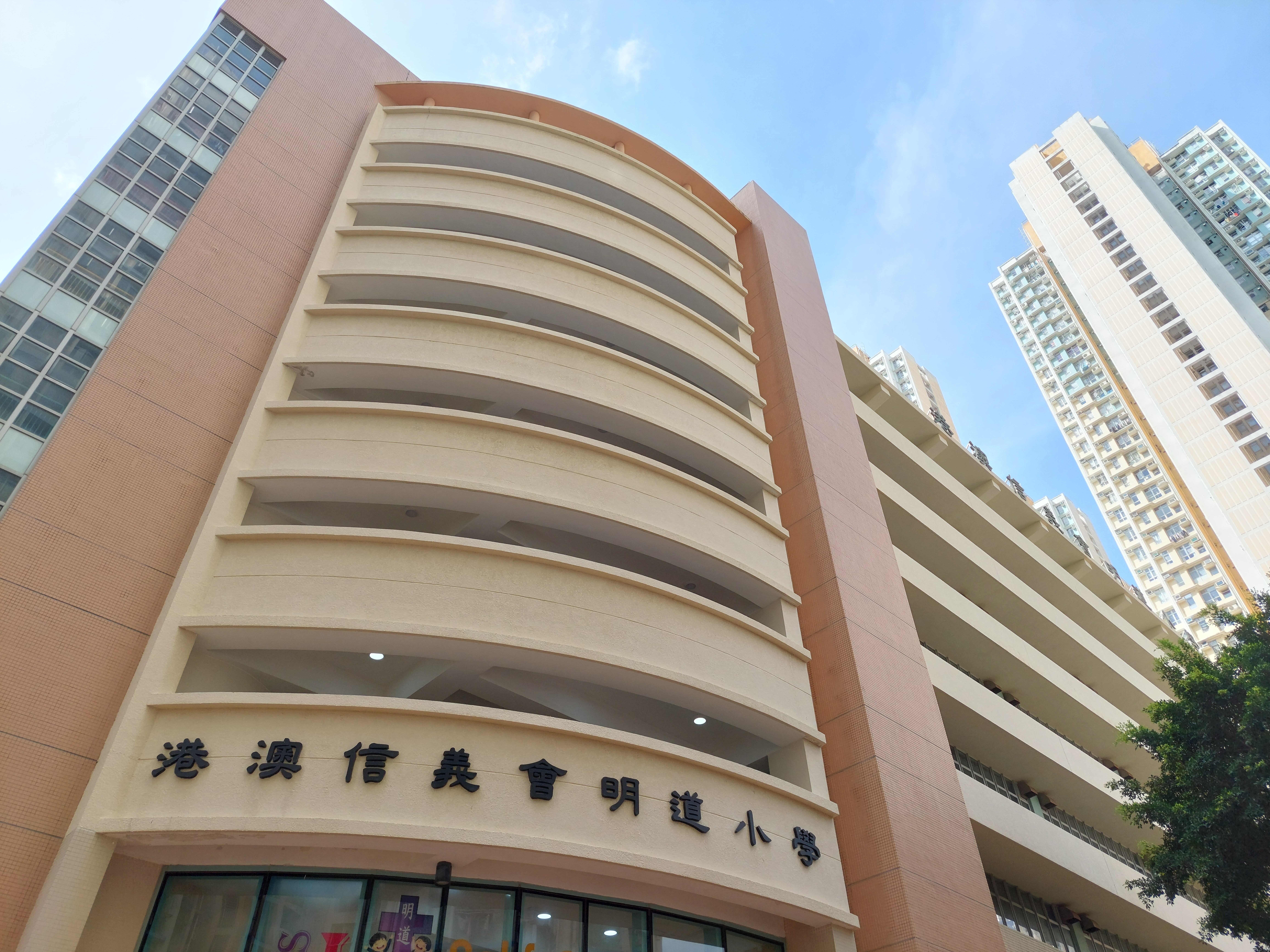
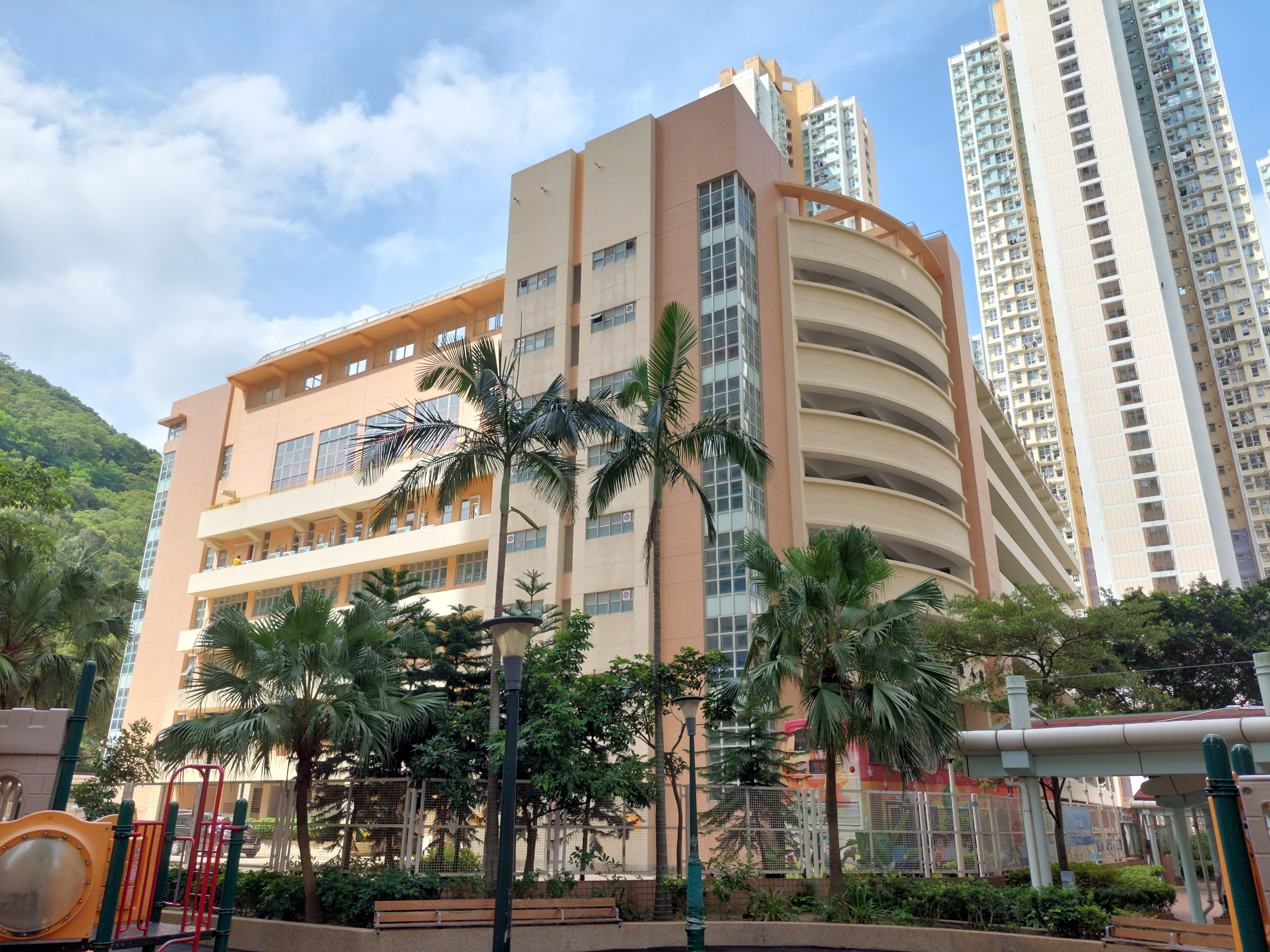

## 聯繫中學
此校與港澳信義會慕德中學結為聯繫中學，其中25%中一學額預留予此校的小六學生。

## 辦學理念
1. 讓學生在一個充滿信、望、愛的氣氛下進行學習
2. 發展學生個別的潛能
3. 提供舒適、寧靜的環境讓學生學習

## 鄰近
- 寶覺中學
- 彩明苑
- 香港知專設計學院
- 彩明商場
- 調景嶺公共圖書館
- 調景嶺體育館

## 外部連結
- 港澳信義會 （页面存档备份，存于）